# Perissopus dentatus
A Perissopus dentatus az állkapcsilábas rákok (Maxillopoda) osztályának a Siphonostomatoida rendjébe, ezen belül a Pandaridae családjába tartozó faj.
Nemének az egyetlen faja.

## Tudnivalók
Tengeri élőlény, amely az Észak-Atlanti-óceán mindkét partjának közelében, valamint Új-Zéland vizeiben is megtalálható. Mint sok más rokona, a Perissopus dentatus is élősködő életmódot folytat. A gazdaállatai a következők: fonócápa (Carcharhinus brevipinna), Carcharhinus dussumieri, bikacápa (Carcharhinus leucas), sötétcápa (Carcharhinus obscurus), homokpadi cápa (Carcharhinus plumbeus), tigriscápa (Galeocerdo cuvier), Rhizoprionodon acutus, közönséges pörölycápa (Sphyrna zygaena), fehér cápa (Carcharodon carcharias), közönséges kutyacápa (Galeorhinus galeus), Chaenogaleus macrostoma, Mustelus asterias, csillagos cápa (Mustelus mustelus), Mustelus punctulatus, Squalus megalops és Rhinobatos cemiculus.